# Regió de Lambayeque
Lambayeque és una regió del Perú. Limita al nord amb la Regió de Piura; al sud amb la Regió de La Libertad; a l'est, amb la Regió de Cajamarca; i a l'oest, amb l'oceà Pacífic
Anteriorment fou un departament que, des de la dècada de 1980, formava part de la regió Nord-oriental del Marañón, abolida el 1992.

## Divisió administrativa
Es divideix en tres províncies:
- Chiclayo amb 20 districtes
- Lambayeque amb 12 districtes.
- Ferreñafe amb 6 districtes.